# دونتل جفرسون
دونتل جفرسون (انگلیسی: Dontell Jefferson؛ زادهٔ ۱۵ دسامبر ۱۹۸۳) بازیکن بسکتبال اهل ایالات متحده آمریکا است.
از باشگاه‌هایی که در آن بازی کرده‌است می‌توان به آستین توروس اشاره کرد.